# Juan de Orea
Juan de Orea Racionera (Villalba de la Sierra, Cuenca, 1525 - Granada, 1580) fue un escultor y arquitecto español del Renacimiento.

## Vida y obra
Discípulo y yerno de Pedro Machuca, trabaja en la obra emblemática realizada por éste, el Palacio de Carlos V de Granada, donde colabora en el programa iconográfico de la portada principal con varios relieves alusivos a la figura del emperador. Reanuda en 1579, por orden de Felipe II además bajo su dirección las obras del palacio, paradas desde 1568 por causa de la rebelión de los moriscos. 
Para la misma ciudad de Granada proyecta la portada principal de la iglesia de San Pedro y San Pablo, construida en 1589, un magnífico ejemplar del renacimiento andaluz donde se abre una hornacina con las imágenes labradas en piedra de San Pedro y San Pablo, con arco de medio punto entre pares de columnas corintias. Asimismo, Orea es también autor de la sillería del coro del convento de Santo Domingo de esa ciudad.
Tras la muerte de Martín de Gaínza, maestro mayor de la Catedral de Sevilla en 1556, Juan de Orea concurre a finales del año siguiente con sus trazas para continuar las obras de la Capilla Real de esta ciudad, no acabadas por Gainza, junto con otros grandes maestros de la época entre los que se encuentran Andrés de Vandelvira, Diego de Vergara, Luis Machuca, Pedro de Campos, Francisco del Castillo y Hernán Ruiz Jiménez, quien finalmente resulta elegido.
Juan de Orea pasa a la historia como el arquitecto que implanta el Renacimiento en la ciudad de Almería, donde interviene en las dos obras más importantes que se llevan a cabo durante esta época, impulsadas ambas por el influyente obispo Fray Diego Fernández de Villalán: la iglesia de Santiago y la Catedral de Almería. Asimismo interviene en las obras del Hospital de Santa María Magdalena de esta misma ciudad, cuyas trazas se le han atribuido tradicionalmente, aunque más bien parece que su intervención aquí fuera más como supervisor de las obras y como autor de algunos elementos de acabado, como las escaleras de madera realizadas por él y que desafortunadamente fueron eliminadas en el año 1950, y que tras la restauración que finalizará en verano de 2021 del complejo, se integrarán de nuevo. 
La iglesia de Santiago de Almería se construye entre los años 1553 y 1559 siguiendo sus trazas y bajo su dirección, disponiéndose en su fachada una importante portada de carácter renacentista, que constituye lo más sustancial del edificio. Esta portada se levanta en la nave del evangelio y presenta como elemento principal un primer cuerpo con hueco a dintel enmarcado entre medias columnas jónicas sobre el que se alza el segundo cuerpo que presenta un espectacular altorrelieve del apóstol Santiago a caballo, de fuerte contenido simbólico e iconográfico. Este templo presenta una estructura todavía gótica de una sola nave con capillas entre contrafuertes, similar a la también iglesia de Santiago de Vélez-Blanco, asimismo obra del propio Orea.
Pero sin duda su aportación más importante la realiza para la Catedral de Almería, donde interviene en las notables obras renacentistas que allí se realizan durante las últimas décadas de la primera mitad del siglo XVI. En especial hay que resaltar como obra de este autor la pieza más importante del interior de esta catedral, su bella Sacristía, realizada con una decoración fastuosa siguiendo un esquema similar al realizado por Alonso de Covarrubias para la catedral de Sigüenza.
Suyas son también las dos grandes portadas de carácter clasicista con que cuenta esta catedral, de las cuales destaca la de la fachada norte, la gran protagonista de este edificio: levantada en 1567 entre poderosos contrafuertes, diseñada a modo de arco triunfal y organizada según tres cuerpos de altura, su autor dispone con maestría parejas de columnas corintias en distintos niveles y frontones partidos sobre el eje de entrada donde centra la heráldica de los promotores de la obra.
El mismo Orea es también el autor de la bella linterna cubierta por bóveda estrellada que se alza sobre el crucero de la catedral, varias de las capillas, la monumental sillería del coro realizada en madera de nogal entre 1558 y 1561 y organizada en dos niveles de asientos, y la tumba del impulsor de tan magno edificio, el célebre obispo Villalán.
Realiza también el Coro, ocupando la nave central y frente a la Capilla Mayor, realizado en madera de nogal, con setenta y cinco sitiales distribuidos en dos niveles, más la silla del obispo. Se lleva a cabo entre  1558 y 1561 en un primitivo estilo renacentista, y bajo el obispado de Antonio Corrionero de Babilafuente. Las representaciones de talla del nivel superior representan a santos, apóstoles y profetas, mientras que la sillería del nivel inferior son personajes diversos. Los personajes del nivel superior son identificables porque sus nombres figuran en la base de la talla. Bajo ellos tondos con bustos de personajes masculinos y femeninos.
Preside el coro la silla del obispo, cubierta por un dosel en madera y en la que podemos ver distintas representaciones alegóricas. En el respaldo de la silla vemos la figura de Cristo Salvador, debajo de este, un relieve representando a la Caridad como una matrona dando de amamantar a unos niños, y por encima del relieve de Cristo, una talla representando a un hombre como alegoría de la sabiduría y la prudencia. En el ático se representa una Anunciación con un jarrón de azucenas. 
Tras la muerte en 1576 de Juan de Maeda, maestro mayor de la Catedral de Granada, Orea es recomendado por el hijo del anterior, Asensio de Maeda (propuesto para el cargo por el Cabildo pero que renuncia por encontrarse trabajando en la dirección de las obras de la catedral de Sevilla), junto con Lázaro de Velasco y Francisco del Castillo El Mozo. Tras algunas vicisitudes, Juan de Orea consigue la dirección de las obras, pero solo las desarrolla durante un año, ya que fallece a principios de 1581.